# TT Assen 1966
De TT van Assen 1966 was de vierde Grand Prix van het wereldkampioenschap wegrace-seizoen 1966. De races werden verreden op zaterdag 25 juni 1966 op het Circuit van Drenthe vlak bij Assen. Alle klassen kwamen aan de start. In deze Grand Prix werd de wereldtitel in de zijspanklasse beslist, maar dat wist op dat moment nog niemand omdat de GP des Nations nog op het programma stond. Deze werd later in het seizoen echter geschrapt.
Voor het eerst sinds 1939 regende het en bovendien stond er een sterke wind. Tijdens de TT debuteerden de merken Bridgestone en Jamathi en de coureurs Angelo Bergamonti, Martin Mijwaart, Aalt Toersen en Jan de Vries. Tijdens de zijspanrace kwam de Britse coureur Norman Huntingford om het leven.

## 500cc-klasse
MV Agusta opende in Assen de aanval op Honda met een nieuwe 500 cc-driecilinder. Het gerucht ging dat het hier een opgeboorde MV Agusta 350 3C zou betreffen, die slechts 400 cc mat (dat klopte ongeveer, de machine had een cilinderinhoud van 420cc). In elk geval kon Giacomo Agostini heel wat beter partij bieden tegen de Honda's. Hij werd daarbij geholpen door een zeer slechte start van Mike Hailwood. Die reed een aantal recordronden en lag na één ronde alweer op de derde plaats, na drie ronden op kop en na vier ronden schakelde hij in de Strubben per ongeluk naar de eerste versnelling waardoor zijn race in de strobalen eindigde. Hailwood zou eigenlijk in dienst van Jim Redman moeten rijden, maar die was intussen gepasseerd door Agostini, waardoor Hailwood noodgedwongen de kop moest zien te pakken om te voorkomen dat Agostini te veel punten zou krijgen. Redman had een behoorlijke achterstand op de Italiaan, maar moest na het uitvallen van Hailwood wel reageren. Hij bleef lang op 8 seconden achter Agostini, maar in de tiende ronde waren het er nog maar 6 en in de twaalfde ronde 4. Daarna kwam Redman binnen één ronde tot bij Agostini, maar ze bleven nog rondenlang vechten om de eerste positie. Uiteindelijk finishte Redman enkele seconden voor Agostini. František Šťastný werd met een 450cc-Jawa-ČZ derde, maar had een ronde achterstand.
| Pos | Coureur           | Merk      | Tijd      | Punten |
| --- | ----------------- | --------- | --------- | ------ |
| 1   | Jim Redman        | Honda     | 1:04"28'6 | 8      |
| 2   | Giacomo Agostini  | MV Agusta | +2'2      | 6      |
| 3   | František Šťastný | Jawa-ČZ   | +1 ronde  | 4      |
| 4   | John Cooper       | Norton    | +1 ronde  | 3      |
| 5   | Stuart Graham     | Matchless | +1 ronde  | 2      |
| 6   | Jack Findlay      | Matchless | +1 ronde  | 1      |
| 7   | Gyula Marsovszky  | Matchless | +1 ronde  |        |
| 8   | Fred Stevens      | Paton     | +1 ronde  |        |
| 9   | Jack Ahearn       | Norton    | +1 ronde  |        |
| 10  | Kel Carruthers    | Norton    | +1 ronde  |        |
| 11  | Gustav Havel      | Jawa-ČZ   | +1 ronde  |        |
| 12  | Dan Shorey        | Norton    | +1 ronde  |        |
| 13  | Karl Hoppe        | Matchless | +1 ronde  |        |
| 14  | Malcolm Stanton   | Norton    | +1 ronde  |        |
| 15  | Godfrey Nash      | Norton    | +1 ronde  |        |
| 16  | Rudi Thalhammer   | Norton    | +1 ronde  |        |

| Coureur          | Merk             | Oorzaak |
| ---------------- | ---------------- | ------- |
| Roger Beaumont   | Norton           |         |
| Walter Scheimann | Norton           |         |
| Billie Nelson    | Norton           |         |
| Chris Conn       | Norton           |         |
| David Brown      | Norton           |         |
| Derek Minter     | Seeley-Matchless |         |
| Joe Dunphy       | Norton           |         |
| Lewis Young      | Matchless        |         |
| Mike Hailwood    | Honda            | Val     |
| Ron Chandler     | Matchless        |         |
| Bert Oosterhuis  | Norton           |         |
| Johnny Wales     | Norton           |         |

| Coureur        | Merk             | Oorzaak |
| -------------- | ---------------- | ------- |
| Eduard Lenz    | Matchless        |         |
| John Dodds     | Norton           |         |
| John Blanchard | Seeley-Matchless |         |
| John Mawby     | Norton           |         |

### Top negen tussenstand 500cc-klasse
| Pos | Coureur           | Merk               | Ptn |
| --- | ----------------- | ------------------ | --- |
| 1   | Jim Redman        | Honda              | 16  |
| 2   | Giacomo Agostini  | MV Agusta          | 12  |
| 3   | Stuart Graham     | Matchless          | 5   |
| 4   | Gyula Marsovszky  | Matchless          | 4   |
| 4   | František Šťastný | Jawa-ČZ            | 4   |
| 6   | John Cooper       | Norton             | 3   |
| 7   | Lewis Young       | Matchless          | 2   |
| 8   | Jack Findlay      | McIntyre-Matchless | 1   |
| 8   | Eduard Lenz       | Matchless          | 1   |

(Slechts negen coureurs hadden al punten gescoord)

## 350cc-klasse
In Assen traden Phil Read en Bill Ivy in de training van de 350cc-klasse aan met tot 254 cc opgeboorde Yamaha RD 05's. Mike Hailwood maakte tijdens de trainingen al duidelijk wie de snelste was: hij reed met de 350cc-Honda RC 173 een volle seconde sneller dan zijn eigen recordronde uit 1965 die hij met een 500cc-MV Agusta had neergezet. Uiteindelijk kwamen de Yamaha's niet aan de start, evenmin als Jim Redman. Hailwood stond zodoende als enige, in regen en wind, op de eerste startrij, Giacomo Agostini stond achter hem op de tweede rij. Hailwood startte het snelste en werd gevolgd door Derek Woodman met een tot 300 cc opgeboorde MZ, Agostini en Renzo Pasolini (Aermacchi). Hailwood finishte met 45,2 seconden voorsprong op Agostini en de rest van het veld had minstens een ronde achterstand. Op de derde plaats eindigde Pasolini.
| Pos | Coureur           | Merk      | Tijd      | Punten |
| --- | ----------------- | --------- | --------- | ------ |
| 1   | Mike Hailwood     | Honda     | 1:09"26'4 | 8      |
| 2   | Giacomo Agostini  | MV Agusta | +45'2     | 6      |
| 3   | Renzo Pasolini    | Aermacchi | +1 ronde  | 4      |
| 4   | Stuart Graham     | AJS       | +1 ronde  | 3      |
| 5   | Gustav Havel      | Jawa      | +1 ronde  | 2      |
| 6   | František Šťastný | Jawa      | +1 ronde  | 1      |
| 7   | Derek Woodman     | MZ        | +1 ronde  |        |
| 8   | John Cooper       | Norton    | +1 ronde  |        |
| 9   | Billie Nelson     | Norton    | +1 ronde  |        |
| 10  | Kel Carruthers    | Norton    | +2 ronden |        |
| 11  | Malcolm Stanton   | Norton    | +2 ronden |        |
| 12  | Gilberto Milani   | Aermacchi | +2 ronden |        |
| 13  | Fred Stevens      | Paton     | +2 ronden |        |
| 14  | František Boček   | ČZ        | +2 ronden |        |
| 15  | Dan Shorey        | Norton    | +2 ronden |        |
| 16  | Godfrey Nash      | Norton    | +2 ronden |        |
| 17  | Roger Beaumont    | Norton    | +2 ronden |        |

| Coureur    | Merk   | Oorzaak |
| ---------- | ------ | ------- |
| Bill Ivy   | Yamaha |         |
| Phil Read  | Yamaha |         |
| Jim Redman | Honda  |         |

| Coureur           | Merk       |
| ----------------- | ---------- |
| Jack Ahearn       | Norton     |
| Heinz Rosner      | MZ         |
| Chris Conn        | Norton     |
| Dave Simmonds     | Norton     |
| Joe Dunphy        | Norton     |
| John Blanchard    | Seeley-AJS |
| Peter Williams    | AJS        |
| Tommy Robb        | Bultaco    |
| Alberto Pagani    | Aermacchi  |
| Silvio Grassetti  | Bianchi    |
| Tarquinio Provini | Benelli    |
| Kenzo Muromachi   | Honda      |
| Bruce Beale       | Honda      |
| Kent Andersson    | Husqvarna  |
| Byron Black       | Honda      |

### Top tien tussenstand 350cc-klasse
| Pos | Coureur           | Merk      | Ptn |
| --- | ----------------- | --------- | --- |
| 1   | Mike Hailwood     | Honda     | 24  |
| 2   | Giacomo Agostini  | MV Agusta | 12  |
| 3   | Tarquinio Provini | Benelli   | 6   |
| 3   | Renzo Pasolini    | Aermacchi | 6   |
| 5   | Bruce Beale       | Honda     | 5   |
| 6   | Jim Redman        | Honda     | 4   |
| 6   | Gustav Havel      | Jawa      | 4   |
| 8   | Silvio Grassetti  | Bianchi   | 3   |
| 8   | Gilberto Milani   | Aermacchi | 3   |
| 8   | Stuart Graham     | AJS       | 3   |

## 250cc-klasse
Ook in Assen bleek Mike Hailwood niet te kloppen. Hij won de 250cc-klasse met 1 minuut voorsprong op Phil Read en zelfs 1 minuut en 45 seconden op zijn teamgenoot Jim Redman. Derek Woodman werd met de MZ vierde en achter hem finishte een gelegenheidsrijder in het fabrieksteam van Yamaha: Bob Anderson, die zich vijf jaar met autoraces had beziggehouden maar het motorracen nog niet verleerd was.
| Pos | Coureur           | Merk    | Tijd      | Punten |
| --- | ----------------- | ------- | --------- | ------ |
| 1   | Mike Hailwood     | Honda   | 58"35'8   | 8      |
| 2   | Phil Read         | Yamaha  | +1"19'6   | 6      |
| 3   | Jim Redman        | Honda   | +1"45'0   | 4      |
| 4   | Derek Woodman     | MZ      | +1 ronde  | 3      |
| 5   | Bob Anderson      | Yamaha  | +1 ronde  | 2      |
| 6   | Tommy Robb        | Bultaco | +1 ronde  | 1      |
| 7   | Gyula Marsovszky  | Bultaco | +1 ronde  |        |
| 8   | František Šťastný | Jawa    | +1 ronde  |        |
| 9   | Kevin Cass        | Bultaco | +1 ronde  |        |
| 10  | Eric Hinton       | Bultaco | +1 ronde  |        |
| 11  | Bruce Beale       | Honda   | +1 ronde  |        |
| 12  | Graham Dickson    | Bultaco | +1 ronde  |        |
| 13  | Jim Curry         | Honda   | +2 ronden |        |
| 14  | Angelo Bergamonti | Paton   | +2 ronden |        |

| Coureur           | Merk      | Oorzaak |
| ----------------- | --------- | ------- |
| Heinz Rosner      | MZ        |         |
| Bill Ivy          | Yamaha    |         |
| Alberto Pagani    | Aermacchi |         |
| Gilberto Milani   | Aermacchi |         |
| Renzo Pasolini    | Aermacchi |         |
| Akiyasu Motohashi | Yamaha    |         |
| Cees van Dongen   | Yamaha    |         |
| Ginger Molloy     | Bultaco   |         |

| Coureur          | Merk             |
| ---------------- | ---------------- |
| Jack Findlay     | Bultaco          |
| Len Atlee        | Cotton           |
| Mike Duff        | Yamaha           |
| Günter Beer      | Honda            |
| Daniel Lhéraud   | Yamaha           |
| Bill Smith       | Bultaco          |
| Peter Inchley    | Bultaco-Villiers |
| Selwyn Griffiths | Royal Enfield    |
| Stuart Graham    | Honda            |
| Giuseppe Visenzi | Aermacchi        |
| Hiroshi Hasegawa | Yamaha           |
| Kent Andersson   | Husqvarna        |

### Top tien tussenstand 250cc-klasse
| Pos | Coureur           | Merk      | Ptn |
| --- | ----------------- | --------- | --- |
| 1   | Mike Hailwood     | Honda     | 32  |
| 2   | Jim Redman        | Honda     | 16  |
| 3   | Derek Woodman     | MZ        | 15  |
| 4   | Phil Read         | Yamaha    | 10  |
| 5   | Bill Ivy          | Yamaha    | 4   |
| 5   | Renzo Pasolini    | Aermacchi | 4   |
| 7   | Jack Findlay      | Bultaco   | 3   |
| 7   | Heinz Rosner      | MZ        | 3   |
| 9   | Kent Andersson    | Husqvarna | 2   |
| 9   | František Šťastný | Jawa      | 2   |
| 9   | Bob Anderson      | Yamaha    | 2   |

## 125cc-klasse
Mike Duff startte weliswaar in de TT van Assen, maar hij was nog lang niet fit na zijn zware val in Japan in 1965. Hij trainde zichzelf naar de tweede startrij, waar hij Cees van Dongen (de snelste privérijder met een Honda CR 93) en Toshio Fujii met de Kawasaki aantrof. Op de eerste rij stonden Luigi Taveri, Bill Ivy, Yoshimi Katayama, Phil Read, Hugh Anderson, Ralph Bryans en Frank Perris. Katayama was op de nog gedeeltelijk natte baan het snelste weg, maar werd nog in de eerste ronde gepasseerd door Read en Taveri. Na de derde ronde had Ivy zowel Read als Taveri ingehaald. Ralph Bryans was intussen al verdwenen. Hij was al een keer gestopt, waarschijnlijk om bougies te vervangen, en reed uiteindelijk definitief de pit in. Tussen Read en Taveri ontspon zich een geweldige strijd, die uiteindelijk door Taveri gewonnen werd. Hij werd tweede en Read derde. Cees van Dongen bleef de snelste privérijder met een achtste plaats op één ronde achterstand.
| Pos | Coureur               | Merk    | Tijd      | Punten |
| --- | --------------------- | ------- | --------- | ------ |
| 1   | Bill Ivy              | Yamaha  | 47"30'6   | 8      |
| 2   | Luigi Taveri          | Honda   | +2'2      | 6      |
| 3   | Phil Read             | Yamaha  | +14'9     | 4      |
| 4   | Hugh Anderson         | Suzuki  | +42'3     | 3      |
| 5   | Akiyasu Motohashi     | Yamaha  | +2"41'4   | 2      |
| 6   | Mike Duff             | Yamaha  | +2"48'9   | 1      |
| 7   | Heinz Rosner          | MZ      | +3"16'8   |        |
| 8   | Cees van Dongen       | Honda   | +1 ronde  |        |
| 9   | Walter Scheimann      | Honda   | +1 ronde  |        |
| 10  | Lothar John           | Honda   | +1 ronde  |        |
| 11  | Jim Curry             | Honda   | +1 ronde  |        |
| 12  | Frank Perris          | Suzuki  | +1 ronde  |        |
| 13  | Jürgen Karrenberg     | Bultaco | +1 ronde  |        |
| 14  | Han Leenheer          | Honda   | +1 ronde  |        |
| 15  | Lous van Rijswijk jr. | Bultaco | +2 ronden |        |

| Coureur          | Merk     | Oorzaak         |
| ---------------- | -------- | --------------- |
| Derek Woodman    | MZ       |                 |
| Ralph Bryans     | Honda    |                 |
| Toshio Fujii     | Kawasaki | Versnellingsbak |
| Yoshimi Katayama | Suzuki   |                 |

| Coureur              | Merk    |
| -------------------- | ------- |
| Frank Perris         | Suzuki  |
| Friedhelm Kohlar     | MZ      |
| Hartmut Bischoff     | MZ      |
| Hans Georg Anscheidt | Suzuki  |
| Herbert Mann         | MZ      |
| José Medrano         | Bultaco |
| Mike Hailwood        | Honda   |
| Peter Williams       | EMC     |
| Tommy Robb           | Yamaha  |
| Francesco Villa      | Montesa |
| Mitsuo Itoh          | Suzuki  |
| Yasuharu Yuzawa      | Yamaha  |

### Top tien tussenstand 125cc-klasse
| Pos | Coureur              | Merk    | Ptn |
| --- | -------------------- | ------- | --- |
| 1   | Luigi Taveri         | Honda   | 20  |
| 2   | Bill Ivy             | Yamaha  | 16  |
| 3   | Phil Read            | Yamaha  | 11  |
| 4   | Ralph Bryans         | Honda   | 10  |
| 5   | Frank Perris         | Suzuki  | 3   |
| 5   | Hugh Anderson        | Suzuki  | 3   |
| 7   | Hans Georg Anscheidt | Suzuki  | 2   |
| 7   | Francesco Villa      | Montesa | 2   |
| 7   | Akiyasu Motohashi    | Yamaha  | 2   |
| 10  | Herbert Mann         | MZ      | 1   |
| 10  | José Medrano         | Bultaco | 1   |
| 10  | Mike Duff            | Yamaha  | 1   |

## 50cc-klasse
Hugh Anderson startte in Assen als snelste, terwijl Martin Mijwaart grote problemen had om zijn zelfbouw Jamathi aan de praat te krijgen. Na de eerste ronde leidde Anderson, gevolgd door Ralph Bryans, Luigi Taveri en Suzuki-rijder Yoshimi Katayama. 24 Seconden achter Katayama kwam Isao Morishita met de debuterende Bridgestone. Dat nieuwe merk, dat 50cc-tweecilinders gebruikte, had ook Jack Findlay en Steve Murray ingeschreven. Anderson viel echter net als Hans Georg Anscheidt al snel terug en de strijd om de kop ging tussen Bryans en Taveri. Achteraan reden een aantal toekomstige Nederlandse sterren: Jan de Vries (Kreidler), Aalt Toersen (Kreidler) en Martin Mijwaart. Uiteindelijk won Taveri, werd Bryans tweede en Anderson derde. Mijwaart werd weliswaar op een ronde gereden, maar werd toch nog negende en Morishita pakte bij zijn eerste Grand Prix met de Bridgestone een punt door zesde te worden. Taveri had ondanks het slechte weer de race toch nog ruim een halve minuut sneller afgerond dan winnaar Bryans in 1965 had gedaan.
| Pos | Coureur              | Merk        | Tijd     | Punten |
| --- | -------------------- | ----------- | -------- | ------ |
| 1   | Luigi Taveri         | Honda       | 29"38'2  | 8      |
| 2   | Ralph Bryans         | Honda       | +0'3     | 6      |
| 3   | Hugh Anderson        | Suzuki      | +12'4    | 4      |
| 4   | Hans Georg Anscheidt | Suzuki      | +35'6    | 3      |
| 5   | Yoshimi Katayama     | Suzuki      | +40'8    | 2      |
| 6   | Isao Morishita       | Bridgestone | +1"28'8  | 1      |
| 7   | Ernst Degner         | Suzuki      | +2"45'6  |        |
| 8   | Jack Findlay         | Bridgestone | +3"51'4  |        |
| 9   | Martin Mijwaart      | Jamathi     | +1 ronde |        |

| Coureur         | Merk     |
| --------------- | -------- |
| Barry Smith     | Derbi    |
| André Roth      | Derbi    |
| Oswald Dittrich | Kreidler |
| Ángel Nieto     | Derbi    |
| Brian Gleed     | Honda    |
| Dave Simmonds   | Honda    |
| Tommy Robb      | Suzuki   |
| Mitsuo Itoh     | Suzuki   |
| Cees van Dongen | Kreidler |

### Top tien tussenstand 50cc-klasse
| Pos | Coureur              | Merk        | Ptn |
| --- | -------------------- | ----------- | --- |
| 1   | Luigi Taveri         | Honda       | 19  |
| 2   | Hans Georg Anscheidt | Suzuki      | 17  |
| 3   | Ralph Bryans         | Honda       | 16  |
| 4   | Hugh Anderson        | Suzuki      | 11  |
| 5   | Oswald Dittrich      | Kreidler    | 2   |
| 5   | Ángel Nieto          | Derbi       | 2   |
| 5   | Yoshimi Katayama     | Suzuki      | 2   |
| 8   | Cees van Dongen      | Kreidler    | 1   |
| 8   | Barry Smith          | Derbi       | 1   |
| 8   | Isao Morishita       | Bridgestone | 1   |

## Zijspanklasse
In Assen wonnen Fritz Scheidegger/John Robinson opnieuw, Max Deubel/Emil Hörner werden tweede en Otto Kölle/Heinz Marquardt werden derde. Op de bedeldijk sloeg de Matchless-combinatie van Norman Huntingford en Ray Lindsay over de kop. Huntingford kwam hierbij om het leven. 
| Pos | Coureur           | Bakkenist           | Merk | Tijd    | Punten |
| --- | ----------------- | ------------------- | ---- | ------- | ------ |
| 1   | Fritz Scheidegger | John Robinson       | BMW  | 50"41'8 | 8      |
| 2   | Max Deubel        | Emil Hörner         | BMW  | +17'0   | 6      |
| 3   | Otto Kölle        | Heinz Marquardt     | BMW  | +1"42'4 | 4      |
| 4   | Georg Auerbacher  | Eduard Dein         | BMW  | +1"44'2 | 3      |
| 5   | Siegfried Schauzu | Horst Schneider     | BMW  | +1"46'6 | 2      |
| 6   | Chris Vincent     | Terry Harrison      | BMW  | +2"03'8 | 1      |
| 7   | Klaus Enders      | Reinhold Mannischef | BMW  | +2"37'2 |        |
| 8   | Arsenius Butscher | Armgard Neumann     | BMW  | +3"55'8 |        |

| Coureur                | Bakkenist      | Merk      | Oorzaak |
| ---------------------- | -------------- | --------- | ------- |
| Barry Thompson         | Gerald Wood    | BMW       |         |
| Heinz Luthringshauser  | Hermann Hahn   | BMW       |         |
| Colin Seeley           | Wally Rawlings | BMW       |         |
| Norman Huntingford (†) | Ray Lindsay    | Matchless | Ongeval |
| Terry Vinicombe        | John Flaxman   | BSA       |         |

| Coureur          | Bakkenist     | Merk |
| ---------------- | ------------- | ---- |
| Barry Dungsworth | Neil Caddow   | BMW  |
| Tony Wakefield   | Graham Milton | BMW  |

### Top negen tussenstand zijspanklasse
| Pos | Coureur               | Bakkenist                        | Merk | Ptn |
| --- | --------------------- | -------------------------------- | ---- | --- |
| 1   | Fritz Scheidegger     | John Robinson                    | BMW  | 24  |
| 2   | Max Deubel            | Emil Hörner                      | BMW  | 16  |
| 3   | Colin Seeley          | Wally Rawlings                   | BMW  | 10  |
| 4   | Georg Auerbacher      | Eduard Dein en Wolfgang Kalauch  | BMW  | 9   |
| 5   | Chris Vincent         | Graham Steward en Terry Harrison | BMW  | 5   |
| 6   | Otto Kölle            | Heinz Marquardt                  | BMW  | 4   |
| 7   | Siegfried Schauzu     | Horst Schneider                  | BMW  | 2   |
| 8   | Heinz Luthringshauser | Hermann Hahn                     | BMW  | 1   |
| 8   | Barry Thompson        | Gerald Wood                      | BMW  | 1   |

(Slechts negen combinaties hadden al punten gescoord)

## Trivia

### Wereldkampioen
Met nog drie zijspan-GP's te gaan kon bijna iedereen nog wereldkampioen worden. Omdat later bekend werd dat de GP des Nations van de zijspankalender geschrapt werd, bleven er nog maar twee races over. Dat betekende dat - achteraf - Fritz Scheidegger en John Robinson al in Assen wereldkampioen waren geworden. 
1925 · 1926 · 1927 · 1928 · 1929 · 1930 · 1931 · 1932 · 1933 · 1934 · 1935 · 1936 · 1937 · 1938 · 1939 · 1940–1945 · 1946 · 1947 · 1948 · 1949 · 1950 · 1951 · 1952 · 1953 · 1954 · 1955 · 1956 · 1957 · 1958 · 1959 · 1960 · 1961 · 1962 · 1963 · 1964 · 1965 · 1966 · 1967 · 1968 · 1969 · 1970 · 1971 · 1972 · 1973 · 1974 · 1975 · 1976 · 1977 · 1978 · 1979 · 1980 · 1981 · 1982 · 1983 · 1984 · 1985 · 1986 · 1987 · 1988 · 1989 · 1990 · 1991 · 1992 · 1993 · 1994 · 1995 · 1996 · 1997 · 1998 · 1999 · 2000 · 2001 · 2002 · 2003 · 2004 · 2005 · 2006 · 2007 · 2008 · 2009 · 2010 · 2011 · 2012 · 2013 · 2014 · 2015 · 2016 · 2017 · 2018 · 2019 · 2021 · 2022 · 2023 · 2024 · 2025